# Điêu khắc đá Chăm Pa

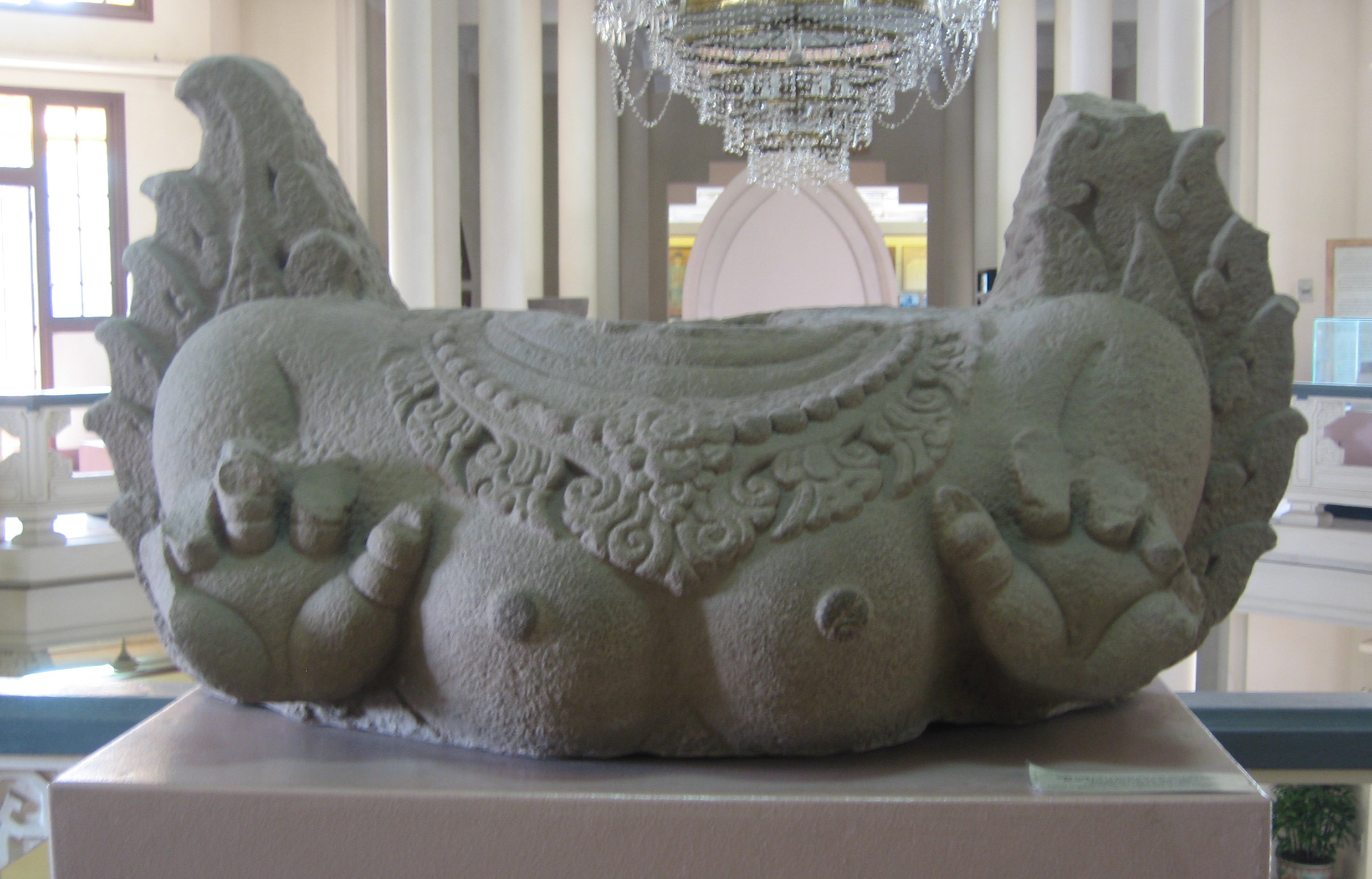
Thân chim thần Garuda, Trà Kiệu, Duy Xuyên, Quảng Nam

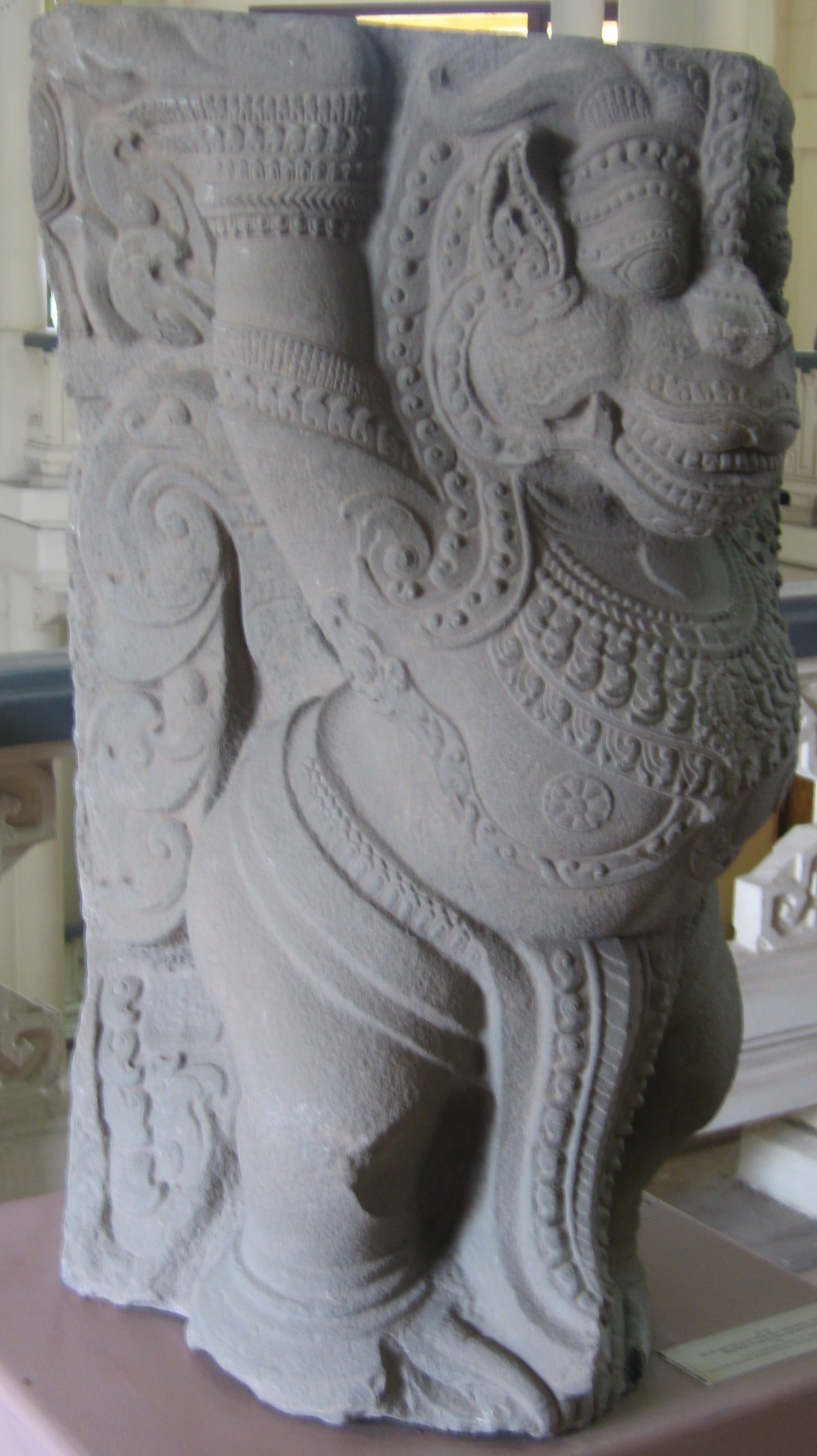
Sư tử, trang trí tại chân Tháp Mẫm, An Nhơn, Bình Định

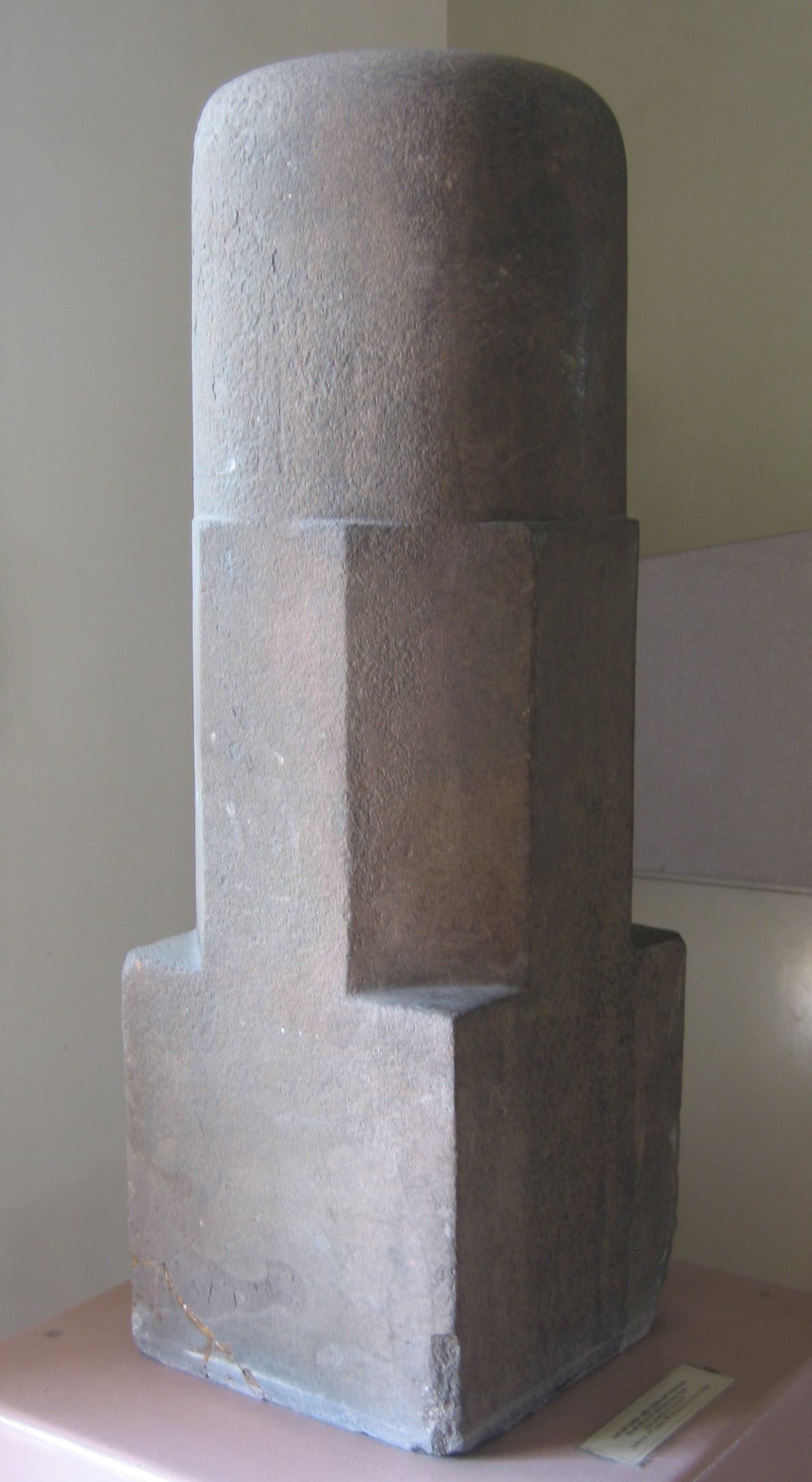
Linga, thờ bên trong tháp Chàm

Điêu khắc đá Chămpa là một loại hình điêu khắc của nghệ thuật Chămpa. Các tác phẩm điêu khắc này thường được gắn liền với các công trình kiến trúc cổ Việt Nam, tạo thành một tổng thể nghệ thuật hoàn chỉnh. Các hiện vật điêu khắc đá Chămpa quý hiếm hiện được lưu giữ tại nhiều bảo tàng ở Việt Nam và các quốc gia khác trên thế giới. Điêu khắc đá Chămpa có hai loại hình chính là phù điêu và tượng có chủ đề về thần voi, sư tử, chim thần Garuda, vũ nữ Apxara, thần Visnu, thần Siva...Các loại hình này thường được nhìn thấy trang trí ở thân hoặc chân tháp Chàm.

## Thần Indra
Thường được thể hiện ở tư thế ngồi ở 2 chân xếp bằng trên một cái bệ, tay cầm một vật (có thể là lưỡi tầm sét), có một con voi đang phủ phục, là vật cưỡi của thần.

## Bò Nandin
Là vật cưỡi của thần Shiva, thường được thể hiện dưới dạng tượng tròn và ở tư thế nằm. Theo Ấn Độ giáo thì bò Nandin tượng trưng cho phần dương tính của Shiva, thể hiện tính dục, sự sung mãn của Shiva. Đồng thời,còn tượng trưng cho nền nông nghiệp.

## Chim thần Garuda
Là vật cưỡi của thần Visnu, có trang trí hoa văn cầu kỳ. Là kẻ thù không đội trời chung với rắn Naga. Tương truyền, tổ tiên của Garuda bi rắn Naga cắn chết. Vì thế Garuda thường ăn Naga. Do đó trong các phù điêu điêu khắc thường có hình Garuda đang nuốt Naga, chân quặp hoặc dẫm lên Naga.

## Sư tử
Hầu hết đều được thể hiện là sư tử đực, và ở tư thế đứng hai chân. Hình tượng sư tử phổ biến trong điêu khắc đá Chămpa, nhưng tập trung nhiều ở trong cách Trà Kiệu (do Trà Kiệu là kinh đô đầu tiên của Chămpa được xây dựng với tên gọi là Sinhapura-thành phố sư tử).

## Thần Siva
Ân Độ giáo ở Chămpa thuộc phái Siva, thường được thể hiện dưới dạng Linga để tôn thờ. Những hình tượng Siva thường được thể hiện ở dạng người (hay nhân hóa)...

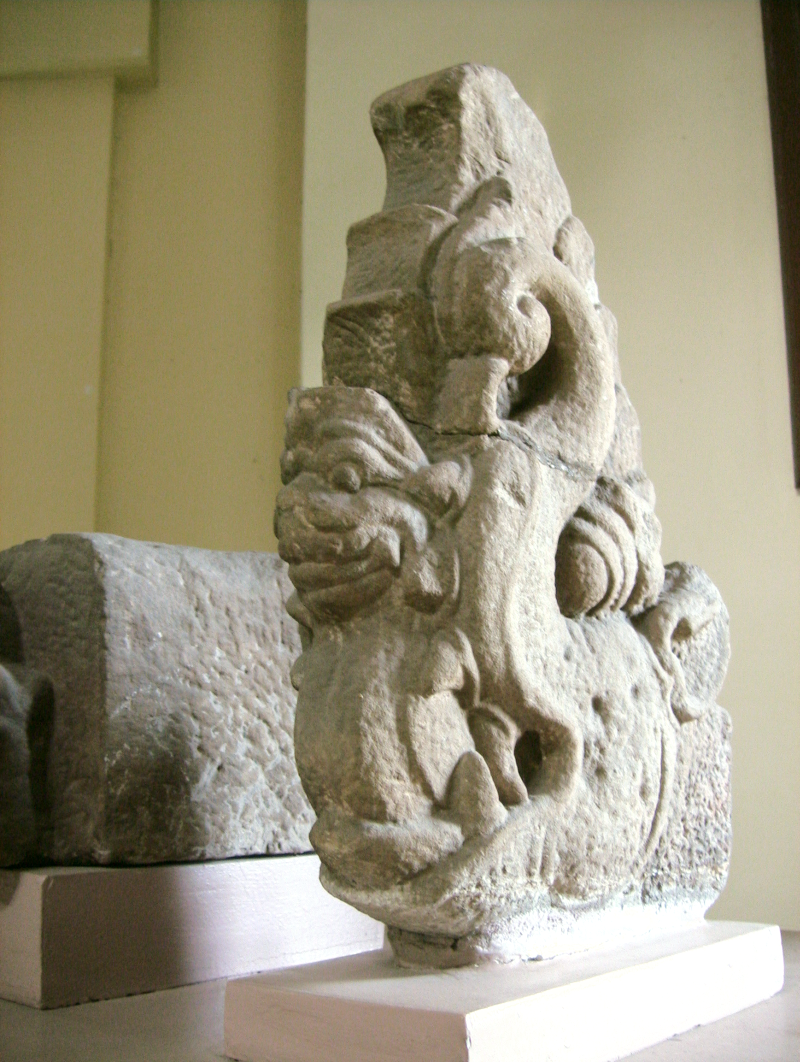
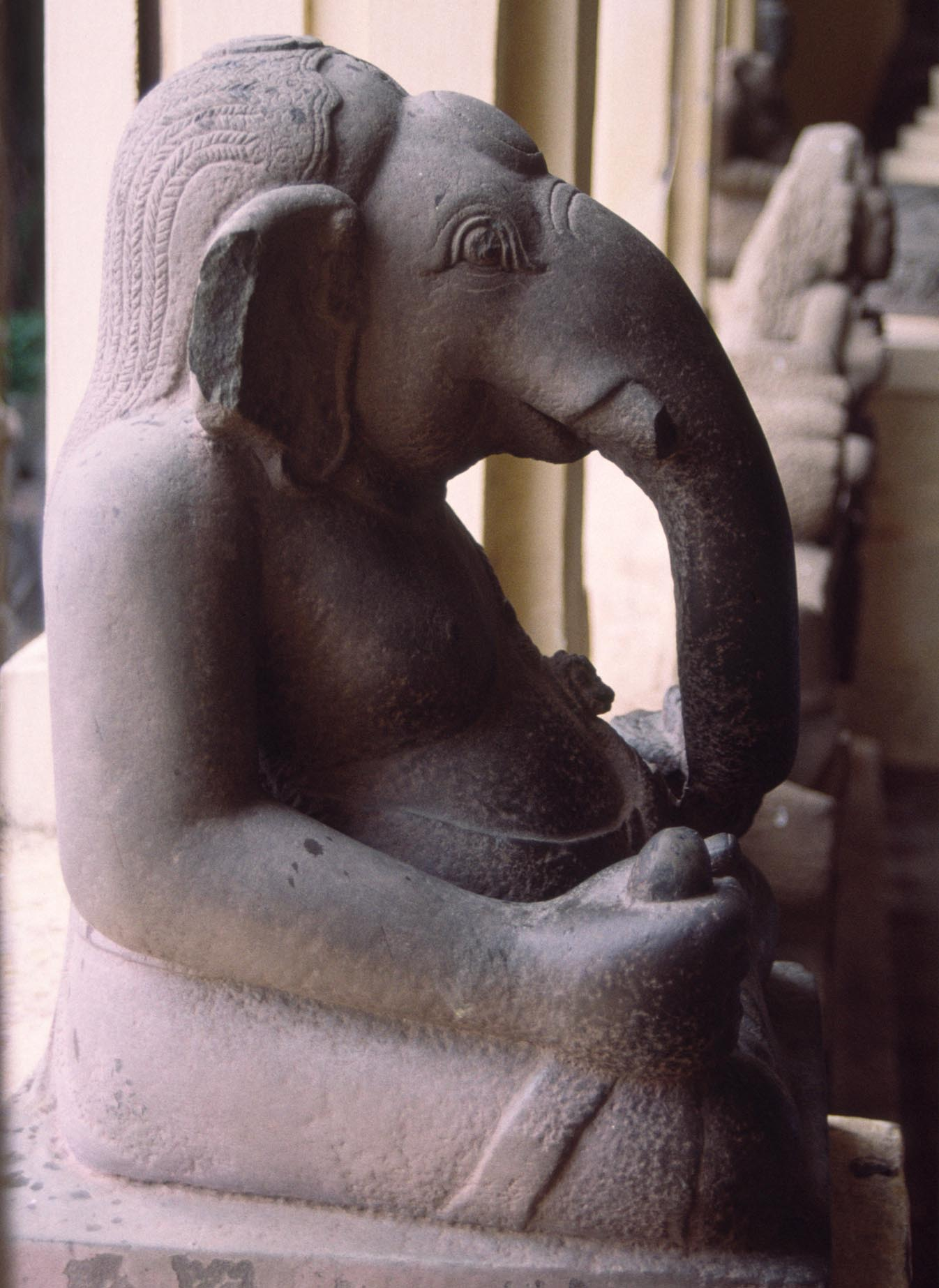

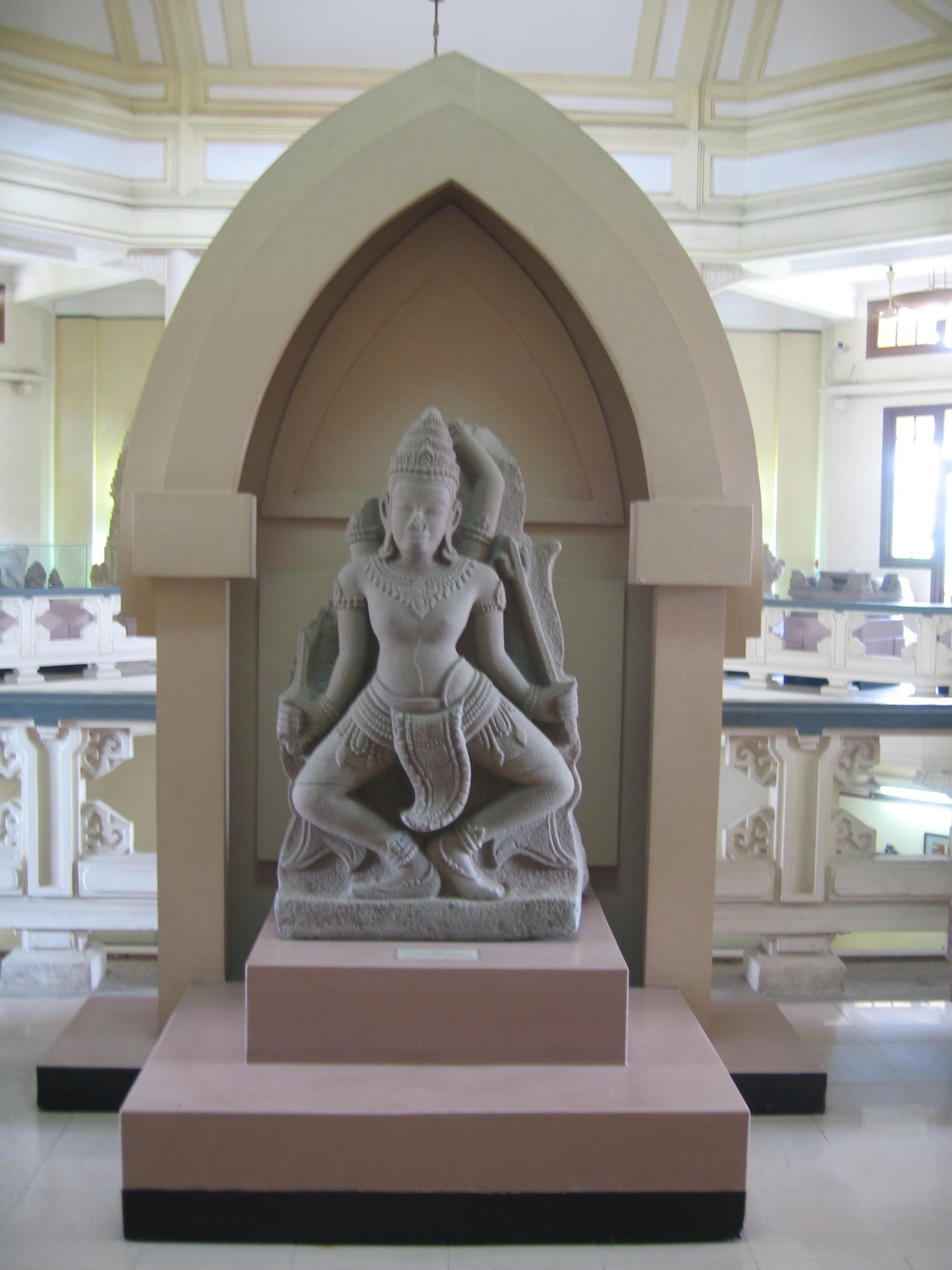
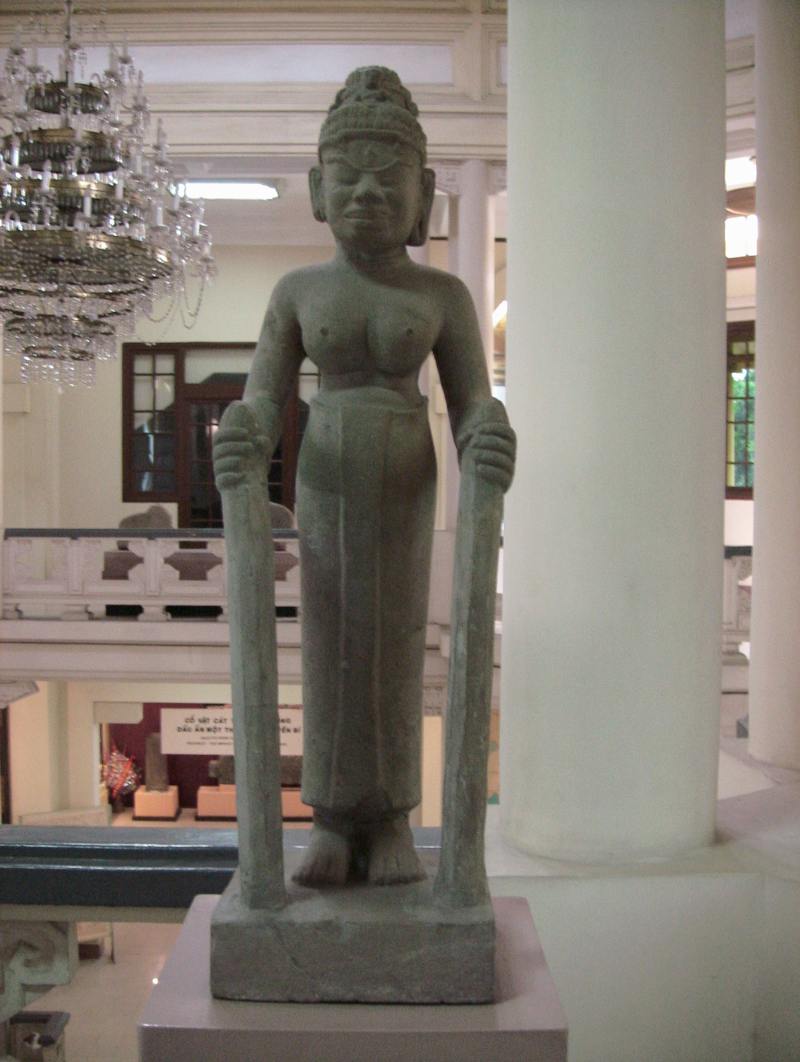